# Gurjit Singh
Gurjit Singh Hans (Toronto, 7 de março de 1973) é um antigo wrestler profissional indo-canadiano melhor conhecido por Tiger Ali Singh. Ele é filho do wrestler Tiger Jeet Singh e fez tag team com ele em sua primeira partida profissional.